# Liste der Träger des Verdienstordens des Landes Rheinland-Pfalz/2016
Im Jahr 2016 wurden folgende Personen mit dem Verdienstorden des Landes Rheinland-Pfalz geehrt:
| Ordensträger           | Lebensdaten | Wohnort             | Wirken                                    |
| ---------------------- | ----------- | ------------------- | ----------------------------------------- |
| Hans Friderichs        | * 1931      | Mainz               | Politiker (FDP) und Manager               |
| Monika Gass-Pfannkuche |             | Höhr-Grenzhausen    |                                           |
| Bernd D. Hummel        | * 1948      | Pirmasens           | Unternehmer, Besitzer der Marke KangaRoos |
| Gerhard Meerwein       |             | Mainz               |                                           |
| Johannes Metten        | 1929–2020   | Nieder-Olm          | Neffe von Jean Metten                     |
| Liesel Metten          | * 1938      | Nieder-Olm          | Künstlerin                                |
| Ulrich Sarcinelli      | * 1946      | Landau in der Pfalz | Politikwissenschaftler                    |
| Dieter Wagner          |             | Freinsheim          |                                           |
| Brunhilde Weber        |             | Hachenburg          |                                           |
| Winfried Willi Weber   |             | Hachenburg          |                                           |
| Alfred Wittstock       |             | Mainz               |                                           |